# 肖特島
63°57′S 60°24′W / 63.950°S 60.400°W
肖特島（Short Island），是南極洲的島嶼，位於葛拉漢地西岸的戴維斯海岸，處於佩奇角東南面4公里，在1952年被繪入阿根廷地圖，現時由南極條約體系管理。